# Associação de Pais para Educação de Crianças Deficientes Auditivas
A APECDA (Associação de Pais Para Educação de Crianças Deficientes Auditivas) é uma associação portuguesa, sem fins lucrativos, fundada em 1973 por uma grupo de pais, com o objectivo de reabilitar e educar crianças e jovens surdos, no que diz respeito à sua integração social.

## Principais objectivos
- Ajudar os surdos a desenvolverem a sua autonomia pessoal e social;
- Ajudar os surdos a desenvolverem ao máximo as suas capacidades cognitivas;
- Ajudar os surdos preparando-os para a vida social e profissional;
- Apoio às famílias dos surdos.

Existem filiais da APECDA espalhadas pelas principais cidades de Portugal.